# Paul Barrère
Pour les articles homonymes, voir Paul Barrère (homonymie) et Barrère.

a Compétitions nationales et continentales officielles uniquement.

b Matchs officiels uniquement.
Paul Barrère (né le 9 octobre 1905 à Elne, dans les Pyrénées-Orientales et mort le 21 août 1978) est un joueur français de rugby à XV. 

## Biographie
Paul Barrère a joué avec l'équipe de France et évoluait au poste de deuxième ligne.

## Carrière

### En club
- RC Toulon
- Aviron bayonnais
- FC Lourdes

### En équipe nationale
Il a disputé son premier match avec l'équipe de France le 28 avril 1929 contre l'équipe d'Allemagne et son deuxième et dernier le 28 février 1931 contre l'équipe du Pays de Galles.

## Palmarès

### En club
- Championnat de France : 1931 avec Toulon

### En équipe nationale
- 2 sélections en équipe de France en 1928 et 1931